# Impugnazione incidentale
L'impugnazione incidentale, nel diritto processuale italiano (artt. 333 - 334 c.p.c., art. 96 c.p.a.), è quella che viene proposta successivamente all'impugnazione principale.

## Caratteristiche
Il presupposto dell'impugnazione incidentale è che in un processo vi sia una pluralità di soccombenti (si pensi ad una soccombenza parziale reciproca: ad es. l'attore chiede la condanna al pagamento di capitale e interessi, ma il giudice accoglie solo la domanda relativa al capitale, rigettando quella relativa agli interessi).
Lo scopo delle impugnazioni incidentali è quello di consentire l'unitarietà del processo di impugnazione attraverso l'imposizione dell'obbligo di inserire le impugnazioni successive alla principale all'interno del processo già aperto.
I soggetti obbligati ad utilizzare la forma incidentale sono indicati dall'art. 333 c.p.c.:
- soggetti contro cui è stata proposta impugnazione
- quelli nei cui confronti è stata proposta impugnazione trattandosi di cause inscindibili (art. 102 c.p.c.) o dipendenti (artt. 31 ss. c.p.c.)
- quelli nei cui confronti è stata notificata la sentenza ex art. 332 c.p.c.

## Procedura
Dato che l'impugnazione incidentale si innesta nel processo aperto con l'impugnazione principale, è chiaro che essa deve essere contenuta nell'atto di difesa che l'impugnato può compiere avverso l'impugnazione principale (es: qualora si tratti di un appello incidentale, dovrà essere inserita nella comparsa di risposta depositata nella cancelleria del giudice d'appello venti giorni prima della udienza di comparizione). Sarà inammissibile qualora proposta dopo il termine ultimo per il compimento dell'atto difensivo.
La violazione dell'obbligo della forma incidentale importa decadenza (sebbene la giurisprudenza si accontenti dell'utilizzo della forma principale, purché proposta nei termini in cui si sarebbe dovuta proporre l'impugnazione incidentale).
L'impugnazione incidentale può essere tempestiva o tardiva.
- È tempestiva quando viene proposta entro i termini per impugnare: in questo caso, l'impugnazione incidentale non ha nessun rapporto con quella principale, vale a dire che, se l'impugnazione principale non viene ammessa, questa comunque rimane valida e viceversa.
- È invece tardiva quando la parte propone l'impugnazione dopo il termine per impugnare.

### Rimessione in termini
La ratio dell'impugnazione incidentale tardiva consiste nel fatto che la legge vuole consentire a chi non può impugnare la sentenza (perché soccombente su questioni di rito ma non nel merito, o perché ha prestato acquiescenza, oppure perché ha fatto decorrere i termini per l'impugnazione) di proporre a sua volta impugnazione nel caso in cui l'iniziativa sia presa da altri. Si pensi ad una parte soccombente su una sentenza non definitiva, ma vittorioso sulla definitiva: il suo interesse ad impugnare nasce solo nel momento in cui viene proposta l'impugnazione principale, formulando delle censure che, se accolte, le consentirebbero di mantenere la posizione di vantaggio assicuratagli dalla sentenza di primo grado. L'impugnazione incidentale tardiva è ipotizzabile anche in una situazione di soccombenza parziale reciproca, in cui una parte è soccombente rispetto ad una domanda, e l'altra parte rispetto ad un'altra domanda. Pensiamo al caso in cui l'attore chieda la risoluzione del contratto ed il risarcimento del danno: qualora il giudice accolga solo la domanda di risoluzione (ritenendo che l'inadempimento non abbia prodotto alcun danno), l'attore potrebbe comunque accettare la sentenza, potendo contare sul fatto che egli, anche nell'ipotesi in cui l'altra parte impugni la (parte di) decisione a sé sfavorevole in prossimità della scadenza dei termini per impugnare, potrà rimettere in discussione il capo su cui è rimasto soccombente.
Tra l'impugnazione principale e quella incidentale tardiva sussiste un rapporto di dipendenza, in virtù del quale l'inammissibilità dell'impugnazione principale determina la perdita di efficacia di quella incidentale (art. 334 c.p.c.).
| Controllo di autorità | Thesaurus BNCF 24242 |